# Acinodendron longifolium
Acinodendron longifolium là một loài thực vật có hoa trong họ Mua. Loài này được (Aubl.) Kuntze mô tả khoa học đầu tiên năm 1891.